# Coraebini
Tribu
Les Coraebini sont une tribu de coléoptères, de la famille des Buprestidae et de la sous-famille des Agrilinae.

## Sous-tribus
Amorphosomina - Cisseina - Clemina - Coraebina - Dismorphina - Ethoniina - Geraliina - Meliboeina - Synechocerina - Toxoscelina
Coraebini incertae sedis: Alissoderus Deyrolle, 1864